# Depresszió (betegség)
A depresszió, hivatalosan súlyos depressziós zavar (major depressive disorder, MDD) egy zavaró érzelem, amit több mint két hétig tartó, a legtöbb szituációban fennálló lehangoltság jellemez. Többnyire társul hozzá az önbizalom hiánya, lelkesedés elvesztése a betegség előtt örömöt nyújtott tevékenységekben, kevés lelkesedés és egyértelmű ok nélküli fájdalom. Míg néhányan periódusokban élik meg a tüneteket, amik között akár évek is eltelhetnek, addig másokra általában jellemzőek azok. A betegség negatívan befolyásolja a beteg magánéletét, munkáját, oktatását, alvását, étkezési szokásait és általános egészségét, valamint a környezetét. A depresszióban szenvedők 2-8%-a öngyilkosság által hal meg, az öngyilkosságot elkövetők fele pedig depresszió, vagy egyéb hangulatzavarban szenvedett élete során.
A betegség oka genetikai, környezeti és pszichológiai tényezők kombinációja. Rizikófaktorok közé tartozik, ha családban volt már valaki depressziós, jelentős életeseményeken esik túl, bizonyos gyógyszereket szed, krónikus egészségi problémái vannak vagy kábítószert fogyaszt. A rizikók nagyjából 40%-a a genetikához kötődik. A betegség diagnózisa a beteg panaszain és mentális állapot vizsgálatán alapul. A depresszió mindig erősebb és veszélyesebb a szomorúságnál, amely az élet normális velejárója. A United States Preventive Services Task Force ajánlja a depresszió 12 éves kortól való vizsgálatát.
Általában pszichoterápiával és antidepresszánssal kezelik. A gyógyszeres kezelés hatásos, ám gyakran csak a leginkább szenvedők esetében jelentős. Az tisztázatlan, hogy a gyógyszerek hatással vannak-e az öngyilkosság kockázatára. Az effektív pszichoterápiák közé tartozik a Kognitív Viselkedés Terápia (Cognitive Behavioral Therapy, CBT), Interperszonális Pszichoterápia (IPT)
A betegség nagyjából 216 millió embert érint világszinten (az emberiség 3%-a) 2015-ben. A százalékos eloszlás azok között, akik legalább egyszer átélték a depressziót változó, míg Japánban 7%, addig Franciaországban 21%. Leggyakrabban a beteg 20-as 30-as éveiben jön elő. A nőket kétszeres gyakorisággal érinti, mint a férfiakat.

## Diagnosztikus kritériumai
A DSM-IV. szerint a depresszív epizód diagnosztikus kritériumai a következők:
- A: A következő tünetekből öt (vagy több) áll fenn egy kéthetes periódus alatt, és ezek a korábbi tevékenység megváltozásaként jelennek meg. Az első két tünetből legalább egy: vagy (1) depresszív hangulat, vagy (2) az érdeklődés vagy öröm elvesztése szükséges a diagnózishoz. Figyelem! Nem számítjuk a tünetek közé azokat, amelyek egyértelműen az általános egészségi állapot következményei, illetve a hangulathoz nem illő hallucinációkat és téveszméket.

1. A nap legnagyobb részében, és csaknem minden nap, levert hangulat, amelyet az egyéni beszámoló (például szomorúság vagy üresség érzése), vagy mások megfigyelései (például könnyezni látják) jelez. Figyelem! Gyerekeknél vagy serdülőknél elég az ingerült hangulat jelzése.
2. Az érdeklődés és öröm jelentős csökkenése minden, vagy majdnem minden tevékenység során a nap túlnyomó részében, és majdnem minden nap (akár szubjektív beszámoló, akár mások megfigyelése alapján).
3. Jelentős súlycsökkenés vagy -gyarapodás (havonta a testsúly 5%-át elérő változás) diétázás nélkül, vagy az étvágy jelentős csökkenése/növekedése csaknem minden nap (gyermekekben a súlygyarapodás elmaradása).
4. Insomnia vagy hypersomnia csaknem minden nap.
5. Motoros agitáció vagy gátoltság csaknem minden nap (mások megfigyelése alapján, nem elegendő csupán a nyugtalanság vagy lelassultság szubjektív érzete).
6. Fáradtság vagy anergia csaknem minden nap.
7. Értéktelenség érzete, vagy kifejezett, illetve inadekvát önvádlás/bűntudat, akár téveszmés mértékben is, szinte minden nap (nem pusztán a beteglét miatti lelkiismeret-furdalás vagy bűntudat).
8. Csökkent gondolkodási, összpontosítási, vagy döntési képesség szinte minden nap (akár szubjektív élmény, akár mások megfigyelése alapján).
9. A halál gondolatával való gyakori foglalkozás (nem csak halálfélelem), visszatérő öngyilkossági gondolatok konkrét terv nélkül, vagy öngyilkossági kísérlet, vagy konkrét öngyilkossági terv.

- B: A tünetek nem elégítik ki a bipoláris, kevert epizód ismérveit.
- C: A tünetek klinikailag jelentős szenvedést, vagy a szociális, foglalkozási vagy egyéb fontos működések romlását okozzák.
- D: A tünetek nem kémiai anyag (például visszaélésre alkalmas szer, gyógyszer) vagy általános egészségi állapot (például hipotireózis) közvetlen élettani hatásának tulajdoníthatók.
- E: A tünetek nem magyarázhatók gyászreakcióként (azaz egy szeretett személy halálát követő két hónapot meghaladóan is fennállnak), vagy észrevehető funkcionális károsodást jeleznek (beteges értéktelenség-tudat, öngyilkossági gondolatok, pszichotikus tünetek, vagy pszichomotoros retardáció).

## Megnyilvánulási formái

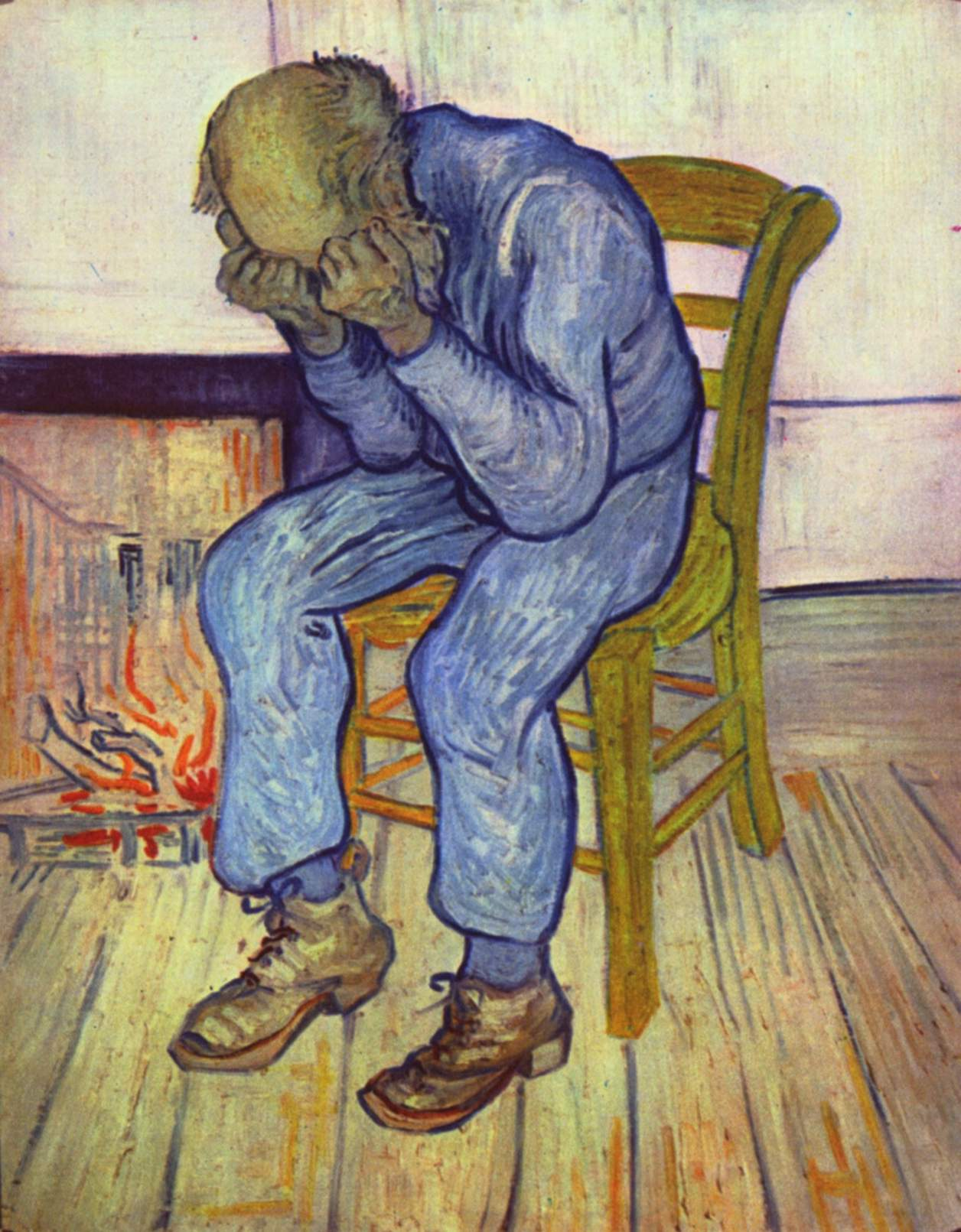
Vincent van Gogh: Az örökkévalóság kapujában, 1882. Van Gogh maga is depresszióban szenvedett

A depressziónak különböző megnyilvánulási formái vannak, amelyek különböző okokra vezethetők vissza. Többféle osztályozás van. Ezek szerint, létezik akut és krónikus, endogén és exogén, unipoláris és bipoláris depresszió stb. A bipoláris depresszió esetében a depressziós és mániás szakaszok váltakozva követik egymást. Lehetséges még skizoaffektiv pszichózisos depresszió (F25.1) és pszichotikus szintű depresszió (F32.3, illetve F33.3).
A depressziós személyek jellemzően magukba fordulnak (introverzió), kerülik a társaságot, és végül általában elmagányosodnak. Enyhébb esetekben a depresszió spontán gyógyul, de súlyos esetekben már szakemberre is szükség van.

## Okok
A depresszió oka ismeretlen. A biopszichoszociális elképzelés szerint biológiai, pszichológiai és szociális faktorai vannak. A diatézis – stressz modell úgy határozza meg, hogy a depresszió akkor fordul elő, ha egy már létező sebezhetőséget vagy diatézist stresszes életesemények aktiválnak. A már létező sebezhetőség lehet genetikai vagy sematikus, vagyis gyerekkorból eredő hozzáállás a világhoz.
A gyerekkori bántalmazás, akár fizikai, szexuális vagy pszichológiai, mind növelik a depresszió, illetve más vele járó pszichológiai problémák, például szorongás vagy drog használat valószínűségét. A gyerekkori trauma szintén összefüggésben van a depresszió súlyosságával, a kezelésre való reakció hiányával és a betegség hosszával is. Sokan hajlamosabbak a hangulatzavarra egy trauma elszenvedése után, de több gént is összefüggésbe hoztak a hajlamossággal.

### Genetika
Kutatások bebizonyították, hogy az egyéni kockázat 40%-os arányban megmagyarázható a genetikai érintettséggel. Mint a legtöbb pszichológiai betegség, a depressziót is komolyan meghatározza az egyén genetikai állománya. 2018-ban egy, a genomokkal foglalkozó kutatás 44 különböző variánst azonosított, ami kockázatot jelent a depresszió kialakulása szempontjából. Ezt követte egy 2019-es kutatás, ami már 102-t állapított meg.

## Kezelése
A depresszió kezelésének hosszú hagyománya van. Régen főleg tánccal, zenével, ráolvasással, gyógynövényekkel kezelték, több-kevesebb sikerrel.
A gyógynövényeket már évezredek óta alkalmazzák e betegség kezelésére. A legnépszerűbbek az orbáncfű, a citromfű, és alvászavarral kombinált esetben a macskagyökér és a komló, valamint a kava. Az orbáncfű jótékony hatását klinikai kísérletek is igazolták. Újabban egyre népszerűbb egy dél-afrikai gyógynövény, a sceletium tortuosum használata antidepresszánsként.
A hivatalos gyógyászatban két fő terápiás irányzat különböztethető meg:
- A pszichológiai megközelítés és a pszichoterápia különböző módszerei: kognitív terápia, munkaterápia (siker, vagy feladatterápia), pszichoanalízis, kommunikációs terápia (csoportfoglalkozások, társas kapcsolatok rehabilitációja, pszichodráma, tranzakció-analízis) stb.
- Gyógyszeres kezelés. Az antidepresszánsokat főleg a depresszió súlyos (krónikus, illetve visszaeső) eseteiben alkalmazzák. A legújabb gyógyszerészeti kutatásoknak és klinikai kísérleteknek köszönhetően a pszichiáter ma már az antidepresszánsok széles köréből tud válogatni, és egyénre szabott terápiát tud kialakítani. A legkorszerűbb antidepresszánsok kifejlesztésénél a legfőbb szempont nemcsak a tüneti kezelés, hanem elfogadható életminőség kialakítása, a fokozatos rehabilitáció, és a mellékhatások csökkentése. Ha a depresszió pszichotikus szintű, antipszichotikumos kezelésre is sor kerül(het). [forrás?]

### A gyógyszeres kezelést ellenzők érvei
A depresszió gyógyszeres kezelését kategorikusan ellenzők a következőket állítják, leginkább alaptalanul:
- Az antidepresszánsok addikciót (függőséget) okoznak.[forrás?] Az elvonáskor jelentkező tünetegyüttest a szakirodalomban antidepresszáns visszavonási tünetegyüttesnek (angolul Antidepressant withdrawal syndrome) nevezik. A tünetek, melyek az antidepresszáns elvonást követhetik: Influenza-szerű tünetek, gasztrointesztinális tünetek, szívritmuszavarok, szorongás, alvászavarok, mozgási rendellenességek, mánia vagy hipománia, pánikrohamok és delírium.[12]
- Az antidepresszánst fogyasztó betegeknél az öngyilkosság aránya magasabb lehet, mint a gyógyszert nem használó betegeknél (ez azokra vonatkozik, akiknél eleve öngyilkossági gondolatok vannak, akkor is csak a kezelés elején, ezért kell orvosi felügyelet).[forrás?]
- A gyógyszeripar egyik legnagyobb bevételt hozó és folyamatosan növekvő ágazata az antidepresszánsoké és a koleszterinszint-csökkentő készítményeké.[forrás?]
- Az antidepresszánsok nem magát a problémát kezelik, hanem csupán a tüneteket: ez sem igaz így, függ attól, hogy endogén v. exogén depresszióról van-e szó. Sokszor a pszichoterápia elég lenne, de Magyarországon OEP finanszírozottan igen-igen korlátozottan érhető el.[forrás?] A gyógyszeres kezelés olcsóbb és gyorsabb, ami a munkaképesség, társas kapcsolatok, valamint a szenvedésnyomás miatt nem mindegy!
- Hosszabb antidepresszáns kúra gyakorlatilag megszünteti az ember érzelemvilágát. Noha a rossz érzések elmúlnak, de pozitív érzések sem foglalják el helyüket, egyfajta sztoikus, érzelmileg közömbös állapot alakul ki.

A bipoláris depresszió nem gyógyítható, de kezelhető. Folyamatos kezeléssel (például lítiummal) a hangulat egyenletesen tartható. Fontos a betegek felvilágosítása a betegség természetéről.[forrás?]

## A depresszió előnyös oldalai
A Journal of Abnormal Psychology című szaklapban közölt vizsgálatban Bettina von Helversen (Baseli Egyetem, Svájc) és munkatársai azt találták, hogy a depresszióban szenvedő emberek jobban teljesítenek a többlépcsős döntési folyamatokban, mint nem depressziós társaik. A depresszió javíthatja a helyzetelemző készséget és a kitartást, vagyis olyan tulajdonságokat, amelyek komplex feladatok esetén hasznosak lehetnek.
Már korábbi kutatások is megerősítették ezt az elméletet, ám ez az első vizsgálat, amelyben a depresszió súlyos formája esetén is kimutattak kedvező mellékhatást.

## További irodalom
- Joseph Becker: Depresszió – Elmélet és kutatás. 1974. ford. Komlósi Annamária, 1989. ISBN 963 282 165 3
- Dr. Virginia Edwards: A depresszió és a bipoláris betegségek, 2002. ford. dr. Szakszon Katalin, 2004. ISBN 963 9329 84 3
- James Strohecker: A depresszió természetes gyógymódjai, 1999. ford. Magyar László András, 2003. ISBN 963 528 722 4 /8. Ájurvéda és jóga dr. Shri Kant Mishra; /9. Csi kung dr. R.C.Hirsh (akupunktúra is)